# Вогневе завдання
Вогневе́ завдання́ — завдання на поразку, що вирішується стрільбою (веденням вогню) по цілі. Вогневі завдання можуть виконувати окремі вогневі засоби (кулемет, гармата, ПТКР тощо), підрозділи (взвод, рота, батарея, дивізіон тощо), кілька підрозділів, артилерійські групи.
У ході бою вогневі завдання виконуються за розпорядженням старших командирів та начальників або за ініціативою командирів підрозділів (артилерійських груп), виходячи з умов обстановки.
У вирішенні на виконання вогневих завдань визначаються:
- ціль (об'єкт поразки), її характер,
- місце розташування (координати) і розміри;
- завдання стрільби:
  - знищення,
  - придушення,
  - руйнування,
  - виснаження;
- вид вогню,
- час його відкриття і припинення;
- кількість вогневих засобів, що залучаються до стрільби (підрозділів, артилерійських груп);
- вид боєприпасів і їх витрата;
- порядок ведення вогню (одиночними пострілами, чергами, біглим вогнем, залпами тощо);
- спосіб обстрілу цілі (на однієї або кільком установках прицілу і кутоміра) і так далі.

Передбачаються також порядок постановки вогневих завдань, контроль за її виконанням, сигнали виклику (відкриття) і припинення вогню, а також заходи по забезпеченню безпеки своїх військ, розташованих поблизу від цілей, що уражалися.

## Зовнішні посилання
- Основы управления огнем [Архівовано 25 квітня 2013 у Wayback Machine.]